# フリードリヒ・フェルディナント・フォン・ボイスト

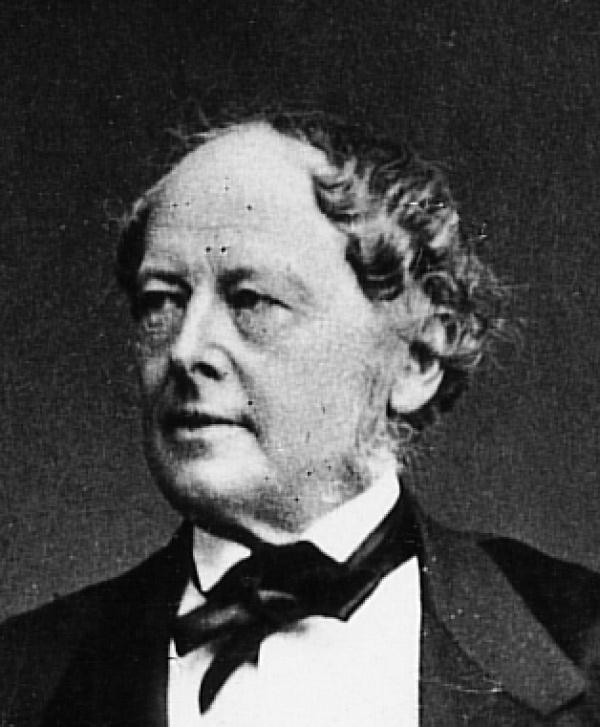
フリードリヒ・フェルディナント・フォン・ボイスト（1860年）

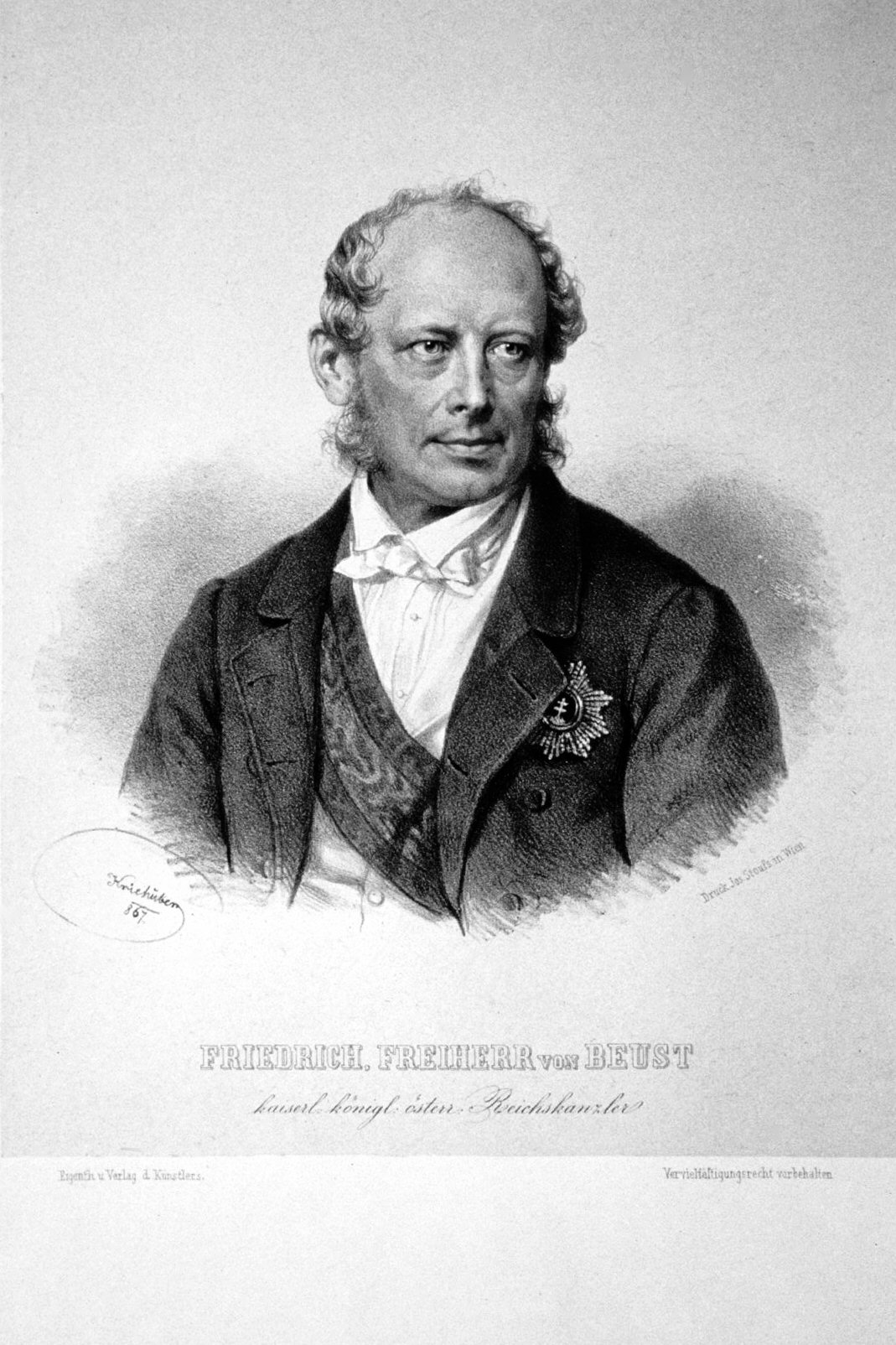
1867年の肖像画

フリードリヒ・フェルディナント・フォン・ボイスト伯爵（Friedrich Ferdinand Graf von Beust、1809年1月13日 - 1886年10月24日）は、ザクセン王国およびオーストリア帝国の外交官、政治家。1867年から1871年までオーストリア＝ハンガリー帝国首相を務めた。

## 経歴
ドレスデンに生まれた。1826年から1830年まで、ゲッティンゲン大学とベルリン大学で法学及び政治学を学んだ。卒業後はザクセン王国の外交官となり、1836年に在ベルリン領事、1838年に在パリ領事、1841年に在ミュンヘン総領事、1846年に在ロンドン公使、1848年に在ベルリン公使と栄達した。
1849年、ザクセン王国外相に任命され、1858年10月25日からはザクセン王国首相に就任したが、首相就任以前から内閣の有力者だった。1849年にはドレスデンにおける民衆蜂起をプロイセン王国軍の力を借りて鎮圧した。ドイツ連邦内での連衡を目指してプロイセン王国・ハノーファー王国と「三王同盟」を結んだが、バイエルン王国とヴュルテンベルク王国が追随しなかったため、プロイセンから離れオーストリア帝国に接近した。当時フォン・ボイストはザクセン王ヨハンに対し絶大な影響力を持っていた。1866年の普墺戦争に際しては、プロイセンやその宰相オットー・フォン・ビスマルクの政策に追従することを潔しとせず、オーストリア側に与した。しかし戦争は敗北に終わり、ケーニヒグレーツの戦い後の8月15日に首相を辞任した。
同年10月30日、オーストリア帝国、ついでオーストリア・ハンガリー帝国の外相に就任し、1867年2月7日にはオーストリア帝国首相に就任、ハンガリーとのアウスグライヒを実行し、憲法を制定した。同年6月23日からはオーストリア＝ハンガリー帝国の外相を兼任し、帝国宰相の称号を得た。1871年11月8日に職を離れ、駐ロンドン大使に転じた。後任はジュラ・アンドラーシ伯爵だった。1878年から駐パリ大使に転じ、1882年に隠退生活に入った。ニーダーエスターライヒ州アルテンブルク城で死去し、ウィーンのマッツラインドルフ・プロテスタント墓地に葬られた。

## 家族
フォン・ボイスト家は貴族の家系で、代々フライヘア（男爵）を名乗っていた。1868年にフォン・ボイストはグラーフ（伯爵）に格上げされた。父は上級裁判官、兄フリードリヒ・コンスタンティンはザクセンおよびオーストリア王国で鉱山部長を務めた。
1843年にバイエルン王国中将ヴィルヘルム・フォン・ヨルダン男爵の娘マティルデ・フォン・ヨルダンと結婚し、間に3男1女をもうけた。娘のマリーはのちにザクセン王国蔵相となるレオンセ・フォン・ケンネリッツ男爵と結婚した。子孫の一人オーレ・フォン・ボイストはハンブルク市長、連邦参議院議長を務めている。

## 著作
- Erinnerungen zu Erinnerungen. Verlag Wöller, Leipzig, 1881.
- Aus drei Viertel-Jahrhunderten. 2 Bände, Verlag Cotta, Stuttgart 1887.

| 先代 リヒャルト・ベルクレディ | オーストリアの首相 1867年 | 次代 カール・アウエルスペルク |

| 先代 - | オーストリア＝ハンガリー帝国の 共通閣僚評議会議長 （オーストリア外相） 1867年 - 1871年 | 次代 ジュラ・アンドラーシ |